# Balta (Dakota Północna)
Balta – miasto w Stanach Zjednoczonych, w stanie Dakota Północna, w hrabstwie Pierce.